# Cerasus furuseana
Cerasus furuseana là loài thực vật có hoa trong họ Hoa hồng. Loài này được (Ohwi) Ohba mô tả khoa học đầu tiên năm 1992.